# Bandeira da flor do patujú
A bandeira da flor de patujú é uma bandeira usada em atos oficiais do governo da Bolívia, que mostra a flor nacional da Bolívia. Esta última representa os povos indígenas do oriente boliviano e tem sido usada como símbolo de protesto pelos opositores de Evo Morales naquela área do país.

## História
A bandeira Patujú foi criada em 2009 por líderes indígenas e um diretor de pastoral indígena para representar os povos indígenas da planície boliviana como uma alternativa à bandeira Wiphala dos Andes, que representa os povos andino-valunianos da Bolívia. O fundo branco representa a sabedoria amazónica (na visão do mundo Mojeño) e a flor Patujú é um símbolo nobre da região. O próprio desenho da flor com folha foi uma criação artística baseada na natureza.
Remberto Justiniano Cujuy, Aldemir Saldaña Mole, líderes da Central de Pueblos Indígenas del Beni (CPIB) e Julio Ribera Paniagua, Diretor da Pastoral Indígena del Vicariato del Beni, criaram a Bandeira Patujú, como símbolo nacional dos povos originários das terras baixas, em alternativa à Wiphala. Foi criada a 10 de agosto de 2009 e estreada a 15 de agosto de 2009 na comemoração da Marcha pelo Território e Dignidade de 1990.
Durante as manifestações contra a construção de uma estrada na Terra indígena e parque nacional Isiboro-Secure (TIPNIS) em 2011 e 2012, surgiu a ideia de representar o oriente boliviano com a flor de patujú, e a bandeira esteve presente nessas manifestações. No entanto, não possuía representação oficial em eventos públicos em nível nacional, nem mesmo um desenho exclusivo. No entanto, em 2013, passou a ser utilizada no departamento de Santa Cruz, em 2014 pelo Beni e em 2018 pelo departamento de La Paz.
Durante o governo de Jeanine Áñez a bandeira foi usada ao lado das duas bandeiras das instituições estatais no Palacio Quemado e os em atos oficiais com um desenho novo e exclusivo.